# Colocasia medionigra
Colocasia medionigra är en fjärilsart som beskrevs av Vorbrodt. Colocasia medionigra ingår i släktet Colocasia och familjen Pantheidae. Inga underarter finns listade i Catalogue of Life.